# Futebol dos Açores

## As origens
No site da Federação Portuguesa de Futebol pode ler-se que o futebol que se joga e sempre se jogou em Portugal veio de Inglaterra, pela mão de alguns jovens lusitanos educados nos melhores colégios daquele país e, também, por cidadãos britânicos a trabalhar entre nós.
Também foi assim nos Açores. O futebol surge na viragem do século XIX para o século XX nas três cidades então existentes nos Açores.
Por volta de 1898 em Ponta Delgada, um grupo de jovens a estudar em Inglaterra, vindos em férias, trouxeram uma bola de futebol e organizaram os primeiros jogos de futebol de que há noticias nos Açores.
Por volta de 1900 também chega há cidade da Horta a primeira bola de futebol e com ela os primeiros jogos de futebol, com jovens a estudar em Inglaterra e com britânicos das companhias de cabos submarinos que trabalhavam na Horta.
No inicio do século XX realizam-se os primeiros jogos de futebol em Angra do Heroísmo, efectuados por grupos de entusiastas, utilizando uma bola vinda de Inglaterra, era no Relvão que estes tinham lugar.

## Primeiro clube
Em 1909 foi fundado o Fayal Sport Clube, a 2 de Fevereiro desse ano nascia assim na cidade da Horta o primeiro clube de futebol nos Açores e o quinto a ser fundado em Portugal[1].
[1] Clubes fundados com o objectivo de praticar futebol.

## Campeonatos
| Época     | I Liga Sagres | II Liga Vitalis | II Divisão Série Centro | III Divisão Série Açores | AF Angra do Heroísmo | AF Horta | AF Ponta Delgada |
| 2009/2010 |               | Santa Clara     | Operário                | Madalena                 |                      |          |                  |
|           |               |                 | Praiense                | Lusitânia                |                      |          |                  |
|           |               |                 | Vitória do Pico         | Angrense                 |                      |          |                  |
|           |               |                 |                         | União Micaelense         |                      |          |                  |
|           |               |                 |                         | Barreiro                 | Marítimos S. Mateus  |          |                  |
|           |               |                 |                         | Rabo de Peixe            | Barreiro             |          |                  |
|           |               |                 |                         | Santiago                 | Leões P.J.           |          |                  |
|           |               |                 |                         | Capelense                |                      |          |                  |
|           |               |                 |                         | Flamengos                |                      |          |                  |
|           |               |                 |                         | Boavista São Mateus      |                      |          |                  |

| Época     | I Liga Sagres | II Liga Vitalis | II Divisão Série C | III Divisão Série Açores | AF Angra do Heroísmo | AF Horta | AF Ponta Delgada |
| 2008/2009 |               | Santa Clara     | Operário           | Vitória do Pico          |                      |          |                  |
|           |               |                 | Praiense           | Angrense                 |                      |          |                  |
|           |               |                 |                    | Madalena                 |                      |          |                  |
|           |               |                 |                    | Boavista São Mateus      |                      |          |                  |
|           |               |                 |                    | Capelense                |                      |          |                  |
|           |               |                 |                    | Lusitania                |                      |          |                  |
|           |               |                 |                    | Rabo de Peixe            |                      |          |                  |
|           |               |                 |                    | União Micaelense         |                      |          |                  |
|           |               |                 |                    | Marítimos SC             |                      |          |                  |
|           |               |                 |                    | Vilanovense              |                      |          |                  |